# Palaemnema melanocauda
Palaemnema melanocauda is een libellensoort uit de familie van de Platystictidae, onderorde juffers (Zygoptera).
De wetenschappelijke naam van de soort is voor het eerst geldig gepubliceerd in 1942 door Kennedy.